# Cyriel Guds
Cyriel Guds (Amsterdam, 13 juli 1988) is een Nederlandse acteur en filmmaker. 

## Opleiding en werk
Guds volgde de acteursopleiding op de Toneelacademie Maastricht. Hij studeerde af in 2016. 
Hij speelde in 2016 samen met Huub Stapel de hoofdrol in de Nederlandse theaterbewerking van de Franse film Intouchables.
In 2016 was hij te zien in de televisieserie Heer & Meester, waarna rollen volgden in series als Zwarte Tulp, Mocro Maffia en de Netflix-serie Undercover.
In 2018 speelde hij de hoofdrol in Macho, een korte film die hij zelf ook regisseerde, produceerde en waarvoor hij het scenario schreef. Macho werd gevolgd door een reeks aan korte films, waarna hij met de spraakmakende webserie Loverboy Amsterdam viraal ging op Youtube met miljoenen views. Bij het ontwikkelen van het verhaal kreeg hij hulp van slachtoffers, daders, politie en Peter R. De Vries. Bij al deze producties was Guds betrokken als acteur, regisseur, schrijver en producent. 
In 2019 maakte hij zijn hoofdrol bioscoopdebuut in de film Suriname.
In augustus 2024 werd de film Loverboy: Emoties uit van Guds in de bioscopen uitgebracht; hij regisseerde, produceerde en schreef de film, daarnaast vertolkte hij een van de hoofdrollen. De film werd de best bezochte Nederlandse bioscoopfilm van 2024 met ruim 376.000 bezoekers. 

## Filmografie

### Film
- 2017: Molly, als Simon
- 2017: Fuckboy Season, als Justin
- 2018: Cobain, als Serge
- 2018: Macho, als Jay
- 2018: Tom Adelaar, als Jerry
- 2018: Crows Nest, als man in bowlingcentrum
- 2019: Where We Go From Here, als student
- 2019: Babydaddy, als Jeffy
- 2020: Suriname, als Steven
- 2020: Snitch, als Lorenzo
- 2020: Kill Mode, als Angel
- 2021: Club Lockdown, als Tom
- 2024: Loverboy: Emoties uit, als Terrance
- 2024: Rebellios, als Kabir (Nederlandse stem)

### Televisie
- 2016: Heer & Meester, als Poalo
- 2016: Zwarte Tulp, als Dino
- 2017: Jeuk, als Cyriel
- 2018: De Spa, als Melvin
- 2018: Mocro Maffia, als Puff Daddy
- 2019: Undercover, als UCA vriend
- 2021: Edelfigurant, als Mikey

### Webserie
- 2021: Loverboy Amsterdam, als Terrance

## Theater
- 2014: Phaedra - Theater Utrecht
- 2016: Intouchables - Driss